# Vavuniya (Distrikt)
Koordinaten: 8° 45′ N, 80° 29′ O
Der Distrikt Vavuniya (Tamil: வவுனியா மாவட்டம்Vavuṉiyā Māvaṭṭam, Singhalesisch: වවුනියාව දිස්ත්‍රික්කය Vavuniyāva distrikkaya) ist ein Distrikt in der Nordprovinz Sri Lankas. Der Hauptort ist die namensgebende Stadt Vavuniya. Der Distrikt Vavuniya gehörte zu den 1983 bis 2009 vom Bürgerkrieg in Sri Lanka betroffenen Gebieten.

## Geografie
Der Distrikt Vavuniya liegt im Binnenland im Norden der Insel Sri Lanka und gehört zur Nordprovinz. Nachbardistrikte sind Mullaitivu im Nordwesten, Norden und Nordosten, Anuradhapura im Südosten, Süden und Südwesten und Mannar im Westen.
Der Distrikt Vavuniya hat eine Fläche von 1967 Quadratkilometern (davon 1861 Quadratkilometer Land und 106 Quadratkilometer Binnengewässer). Damit ist er flächenmäßig auf Rang 15 der Distrikte Sri Lankas. Das Distriktgebiet gehört zur Vanni-Region, die den Nordteil der Hauptinsel umfasst. Ein beträchtlicher Teil der Vanni-Region ist noch mit dichtem Dschungel bewachsen: Nach einer Erhebung aus dem Jahr 2007 sind 45 Prozent der Fläche des Distrikts Vavuniya bewaldet, 40 Prozent werden landwirtschaftlich genutzt.

## Geschichte
Nach dem Niedergang des singhalesischen Königreiches von Polonnaruwa kam die Vanni-Region ab dem 13. Jahrhundert unter der Herrschaft lokaler Feudalherrscher, der Vanniar, die dem Königreich Jaffna tributpflichtig waren. Mit der Eroberung Jaffnas durch die Portugiesen, stand Vanni zumindest nominell ab 1619 unter portugiesischer, ab 1658 dann unter niederländischer Oberherrschaft. 1796 fielen die niederländischen Besitzungen in Ceylon an die Briten. 1803 besiegten die Briten den Vanniar-Herrscher Pandara Vannian, der sich gegen sie aufgelehnt hatte, und brachten damit die Vanni-Region effektiv unter ihre Kontrolle. 1833 kam das Gebiet durch die Neuordnung der Provinzen Ceylons zur Nordprovinz. Vorläufer des heutigen Distrikts Vavuniya war der Distrikt Vanni, der 1879 eingerichtet wurde. 1898 wurde die Distriktverwaltung nach Mullaitivu verlegt, 1930 kehrte sie aber wieder nach Vavuniya zurück. Zum Zeitpunkt der Unabhängigkeit Ceylons im Jahr 1948 war Vavuniya einer von drei Distrikten der Nordprovinz. 1978 wurden Teile des Distrikts Vavuniya dem neugegründeten Distrikt Mullaitivu zugeschlagen.

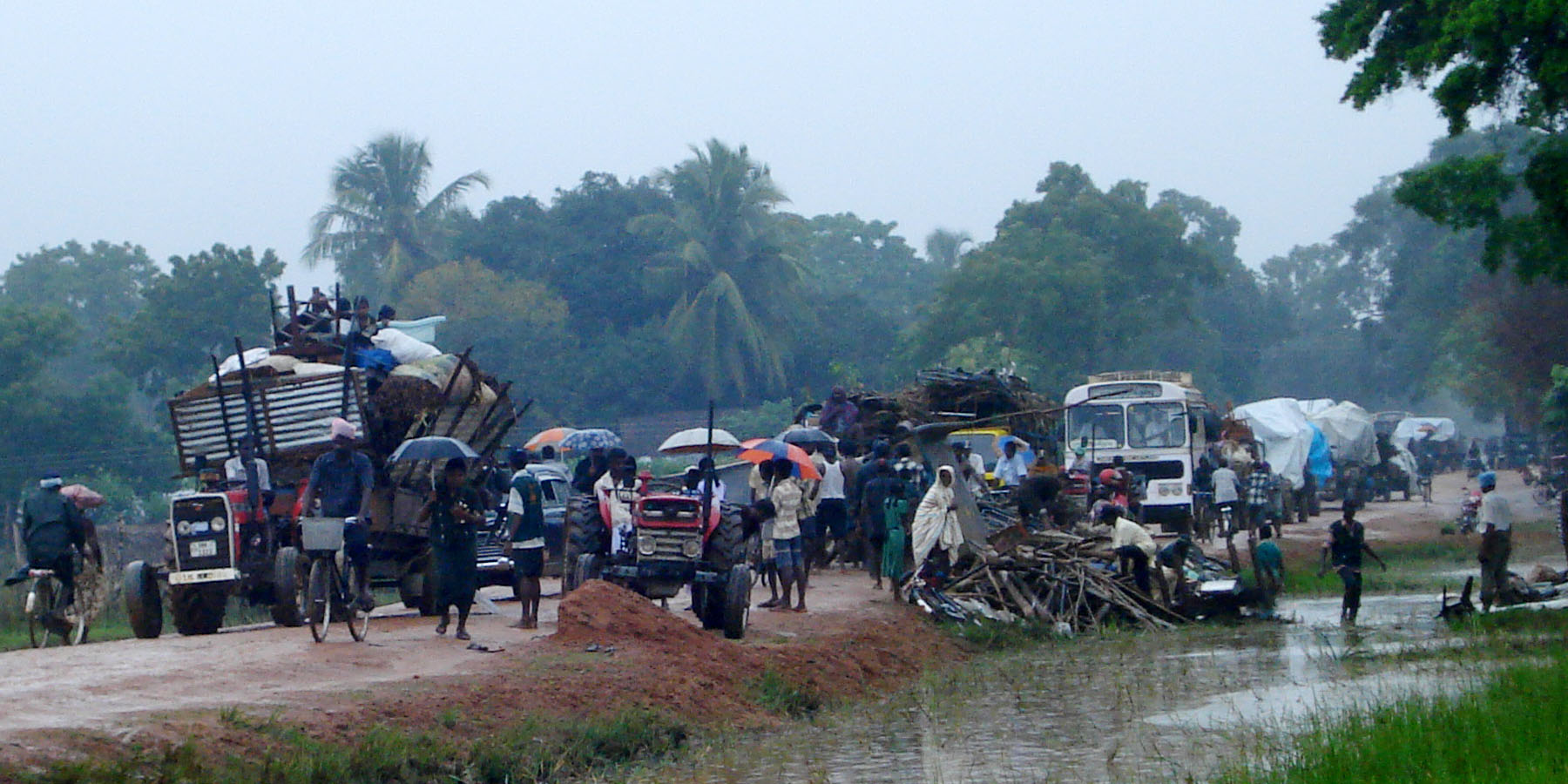
Binnenflüchtlinge in der Vanni-Region (Januar 2009)

Der Distrikt Vavuniya gehört zu den Gebieten, die von tamilischen Separatisten als Teil eines unabhängigen Staates Tamil Eelam eingefordert wurden und war von 1983 bis 2009 vom Bürgerkrieg in Sri Lanka schwer betroffen. Als Tor zum tamilisch dominierten Nordteil der Insel war Vavuniya während des Konfliktes von strategischer Bedeutung. War in der Anfangsphase des Bürgerkrieges noch die Jaffna-Halbinsel die Hochburg der aufständischen Tamilen der Liberation Tigers of Tamil Eelam (LTTE) gewesen, machten die Rebellen nach der Eroberung Jaffnas durch die Regierungstruppen im Dezember 1995 die Vanni-Region zu ihrem Hauptoperationsgebiet. In der darauffolgenden Phase des Konfliktes blieb Vavuniya-Stadt unter der Kontrolle der Regierung, während der Nordteil des Distrikts mehrfach zwischen Regierungstruppen und LTTE umkämpft war. Als im Februar 2002 ein Waffenstillstand zwischen der Regierung und den Rebellen geschlossen wurde, verlief die Demarkationslinie bei Omanthai im Distrikt Vavuniya. Im Januar 2008 kündigte die Regierung das Waffenstillstandsabkommen auf und begann eine nordwärts gerichtete Offensive, die schließlich mit dem Sieg über die LTTE endete.

## Bevölkerung
Nach der Volkszählung 2012 hat der Distrikt Vavuniya 172.115 Einwohner. Mit nur 93 Einwohnern pro Quadratkilometer ist er sehr dünn besiedelt und die Bevölkerungsdichte liegt deutlich unter dem Durchschnitt Sri Lankas (325 Einwohner pro Quadratkilometer). Die Division Vavuniya North zählt sogar nur 13 Einwohner/km². Von den Bewohnern waren 84.715 (49,22 %) männlichen und 87.400 (50,78 %) weiblichen Geschlechts. Die Bevölkerung ist ausgesprochen jung. Dies verdeutlicht ein Blick auf die Altersverteilung.
| Alter  | 0–9 Jahre | 10–19 Jahre | 20–29 Jahre | 30–39 Jahre | 40–49 Jahre | 50–59 Jahre | 60–79 Jahre | 80 Jahre und mehr |
| Anzahl | 30.980    | 34.123      | 29.259      | 25.760      | 20.550      | 16.458      | 13.659      | 1.326             |
| Anteil | 18,00 %   | 19,83 %     | 17,00 %     | 14,97 %     | 11,94 %     | 9,56 %      | 7,94 %      | 0,77 %            |

### Bevölkerung des Distrikts nach Volksgruppen
Die sri-lankischen Tamilen stellen die Bevölkerungsmehrheit der Einwohnerschaft des Distrikts Vavuniya. Doch gibt es große Minderheiten anderer Volksgruppen.
Sri-lankische Tamilen
Die sri-lankischen Tamilen stellen die größte Volksgruppe. In drei der vier Divisions stellen sie die Bevölkerungsmehrheit. Überdurchschnittlich vertreten sind sie in der Division Vavuniya North (93,25 % Sri-lankische Tamilen). In der Division Vavuniya South sind sie mit 493 Personen (3,76 %) nur schwach vertreten.
Singhalesen
Der Anteil der Singhalesen ist heute gering. Dennoch gab es in den südlichen Grenzgebieten schon seit langer Zeit singhalesisch besiedelte Dörfer. Die Volkszählung von 1881 ergab eine Anzahl von 1.157 Singhalesen (7,43 % der Einwohnerschaft). Ab 1900 wanderten bis 1971 immer mehr Singhalesen zu (1971:15.541 Personen oder 16,27 %). Danach kam es zu einer Stagnationsphase bis zum Beginn des Bürgerkriegs. Viele singhalesische Neusiedler kehrten während der Zeit der Kampfhandlungen dem Gebiet den Rücken. Der Distrikt Vavuniya South ist allerdings fast gänzlich singhalesisch besiedelt (Anteil:96,10 %). In den anderen drei Divisions gibt es nur wenige Angehörige dieser Volksgruppe. Der singhalesische Bevölkerungsanteil bewegt sich zwischen 2,31 % in Vengalacheddikulam und 96,10 % in Vavuniya South.
Moors
Drittstärkste Volksgruppe und somit zweitgrößte Minderheit sind die Moors oder tamilischsprachigen Muslime. Fast alle Angehörige dieser Bevölkerungsgruppe leben in den Divisions Vengalacheddikulam (22,89 % Moors) und Vavuniya (4,16 %). Ihr Anteil bewegt sich zwischen 0,02 % in Vavuniya South und 22,89 % in Vengalacheddikulam.
Indische Tamilen
Die indischstämmigen Tamilen sind Nachfahren von Einwanderern aus Indien während der britischen Kolonialherrschaft. Bei der Volkszählung 1946 betrug ihr Bevölkerungsanteil im Distrikt Vavuniya 4,16 %. Dieser Wert stieg ständig an und erreichte 1981 mit 19,61 % ihren Höhepunkt. In der Bürgerkriegszeit sind viele indischstämmige Tamilen geflohen. Heute ist ihre Volksgruppe um rund 90 % kleiner als vor Beginn des Bürgerkriegs. Nur in der Division Vavuniya gibt es noch eine größere Anzahl von ihnen (1.686 Personen oder 85 % ihrer Volksgruppe).
Übrige Volksgruppen
Die Malaien und Burgher sind kleine Minderheiten. Fast ganz verschwunden ist die  Volksgruppe der Indischen Moors (1946 noch 0,54 % der Bewohner oder rund 125 Menschen).
| Jahr                                              | Singhalesen1 | Singhalesen1 | Sri-Lanka-Tamilen2 | Sri-Lanka-Tamilen2 | Tamilen2 | Tamilen2 | Moors3 | Moors3 | Burgher | Burgher | Malaien | Malaien | Andere4 | Andere4 | Total   | Total    |
| Jahr                                              | No.          | %            | No.                | %                  | No.      | %        | No.    | %      | No.     | %       | No.     | %       | No.     | %       | No.     | %        |
| ------------------------------------------------- | ------------ | ------------ | ------------------ | ------------------ | -------- | -------- | ------ | ------ | ------- | ------- | ------- | ------- | ------- | ------- | ------- | -------- |
| 1981                                              | 15.794       | 16,55 %      | 54.179             | 56,77 %            | 18.714   | 19,61 %  | 6.505  | 6,82 % | 25      | 0,03 %  | 34      | 0,04 %  | 177     | 0,19 %  | 95.428  | 100,00 % |
| 2012                                              | 17.138       | 9,96 %       | 141.144            | 82,01 %            | 1.979    | 1,15 %   | 11.748 | 6,83 % | 58      | 0,03 %  | 8       | 0,00 %  | 40      | 0,02 %  | 172.115 | 100,00 % |
| Quelle: Volkszählungen in Sri Lanka 1981 und 2012 |              |              |                    |                    |          |          |        |        |         |         |         |         |         |         |         |          |

1 Tiefland- und Kandy-Singhalesen zusammen2 Sri-Lanka-Tamilen und indische Tamilen separat 3 nur sri-lankische Moors4 davon 2012 weder Sri Lanka Chetties und noch Bharathas

### Bevölkerung des Distrikts nach Bekenntnissen
Die Verteilung der Glaubensbekenntnisse ist teilweise ein Spiegelbild der ethnischen Verhältnisse. Bei genauerer Betrachtung gibt es bedeutende Unterschiede zum Rest des Landes. Der Hinduismus, dem eine Mehrheit der sri-lankischen und indischen Tamilen angehört, ist im Distrikt Mannar die stärkste Glaubensgemeinschaft. Nur an vierter Stelle steht der Islam, dem die Moors und Malaien angehören. Der Buddhismus ist die drittstärkste Religionsgruppe. Doch gehören etwa 23.000 Tamilen (rund 16 % ihrer Volksgruppe) dem Christentum an. Christliche Tamilen gibt es vor allem in den Divisions Vavuniya South (rund 35 % Christen unter den Tamilen) und Vengalacheddikulam (rund 25 % Christen unter den Tamilen). Aus diesem Grund sind die Christen derzeit die zweitstärkste Religionsgemeinschaft

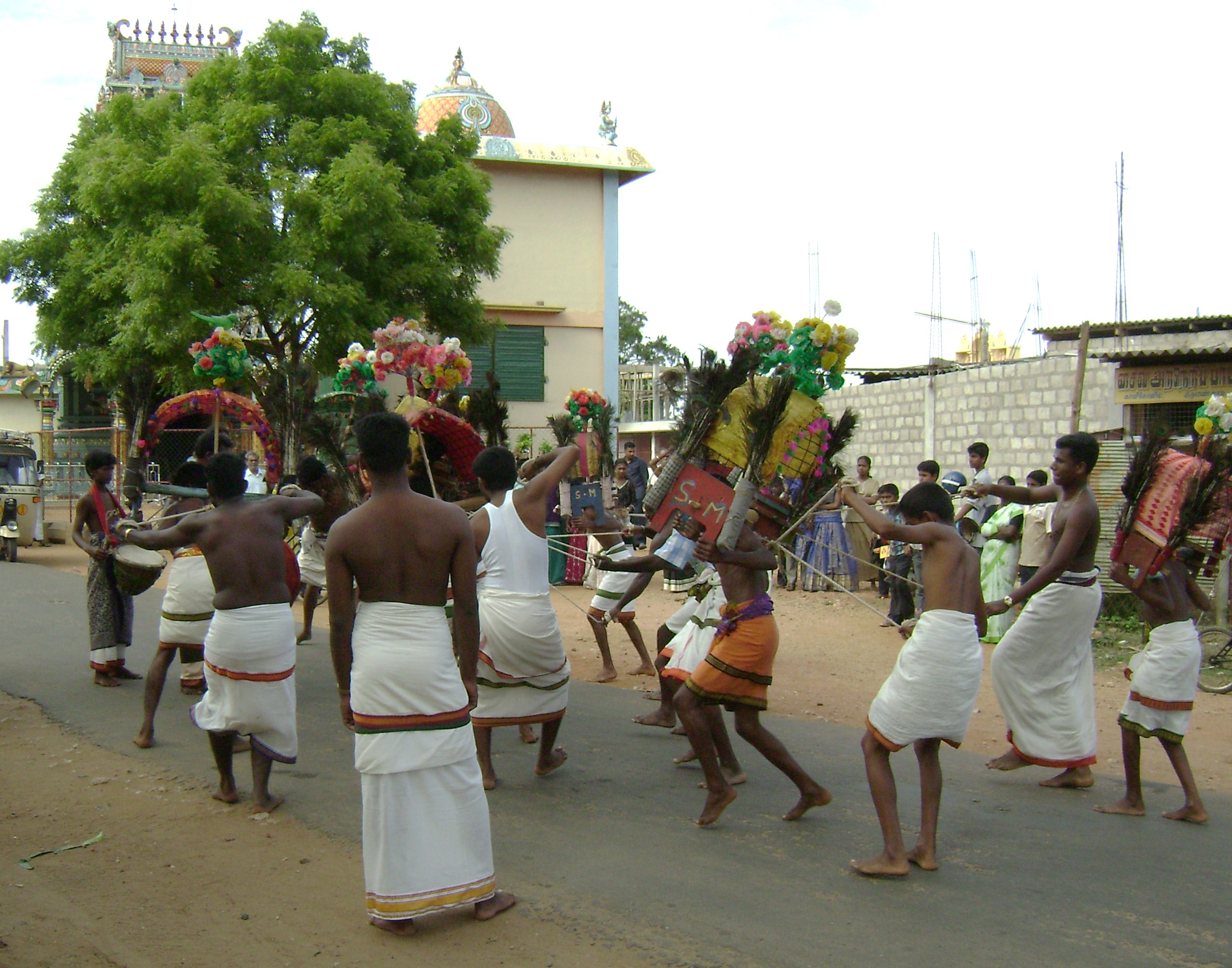
Kavadi-Tänzer bei einem Hindu-Festival in Vavuniya

| Jahr                                              | Buddhisten | Buddhisten | Hindus  | Hindus  | Muslime | Muslime | Katholiken | Katholiken | andere Christen | andere Christen | Andere | Andere | Total   | Total    |
| Jahr                                              | No.        | %          | No.     | %       | No.     | %       | No.        | %          | No.             | %               | No.    | %      | No.     | %        |
| ------------------------------------------------- | ---------- | ---------- | ------- | ------- | ------- | ------- | ---------- | ---------- | --------------- | --------------- | ------ | ------ | ------- | -------- |
| 1981                                              | 15.754     | 16,51 %    | 65.574  | 68,72 % | 6.740   | 7,06 %  | 6.493      | 6,80 %     | 845             | 0,89 %          | 0      | 0,00 % | 95.428  | 100,00 % |
| 2012                                              | 16.853     | 9,79 %     | 119.401 | 69,37 % | 11.972  | 6,96 %  | 15.305     | 8,89 %     | 8.498           | 4,94 %          | 86     | 0,05 % | 172.115 | 100,00 % |
| Quelle: Volkszählungen in Sri Lanka 1981 und 2012 |            |            |         |         |         |         |            |            |                 |                 |        |        |         |          |

### Bevölkerungsentwicklung
Die Bevölkerung des Distrikts Vavuniya wuchs jahrzehntelang überdurchschnittlich im Vergleich mit dem ganzen Land. Dies änderte sich kurz vor Beginn des Bürgerkriegs. Während des Krieges flohen zahlreiche Menschen aus den Kampfgebieten in das jenseits der Frontlinien gelegene Vavuniya, sodass sich die Einwohnerzahl des Distrikts beträchtlich vergrößerte. Dies führte zu einer wahren Bevölkerungsexplosion. Am Höhepunkt dieser Entwicklung lebten 2009 rund 207.000 Menschen im Distrikt. In der Zeit von 1981 bis 2012 (den beiden letzten Volkszählungsjahren) betrug das Wachstum 76.687 Menschen. Dies ist eine Zunahme von 80,4 % – trotz der Abwanderung von 90 % der indischstämmigen Tamilen in diesem Zeitraum. Die Einwohnerschaft hat sich seit der Unabhängigkeit mehr als versiebenfacht (+ 640 %).
Im Jahr 2012 lebten im Distrikt Vavuniya Regierungsstatistiken zufolge 64.500 Flüchtlinge und Rückkehrer. Darunter waren fast 35.000 Flüchtlinge aus anderen Gegenden Sri Lankas und beinahe 30.000 Menschen wurden nach vormaliger Vertreibung wieder angesiedelt.

### Bedeutende Orte
Der Distrikt ist ländlich geprägt. Die Distrikthauptstadt Vavuniya (2012:34.816 Einwohner) ist die bedeutende Stadt des Distrikts.

## Lokalverwaltung

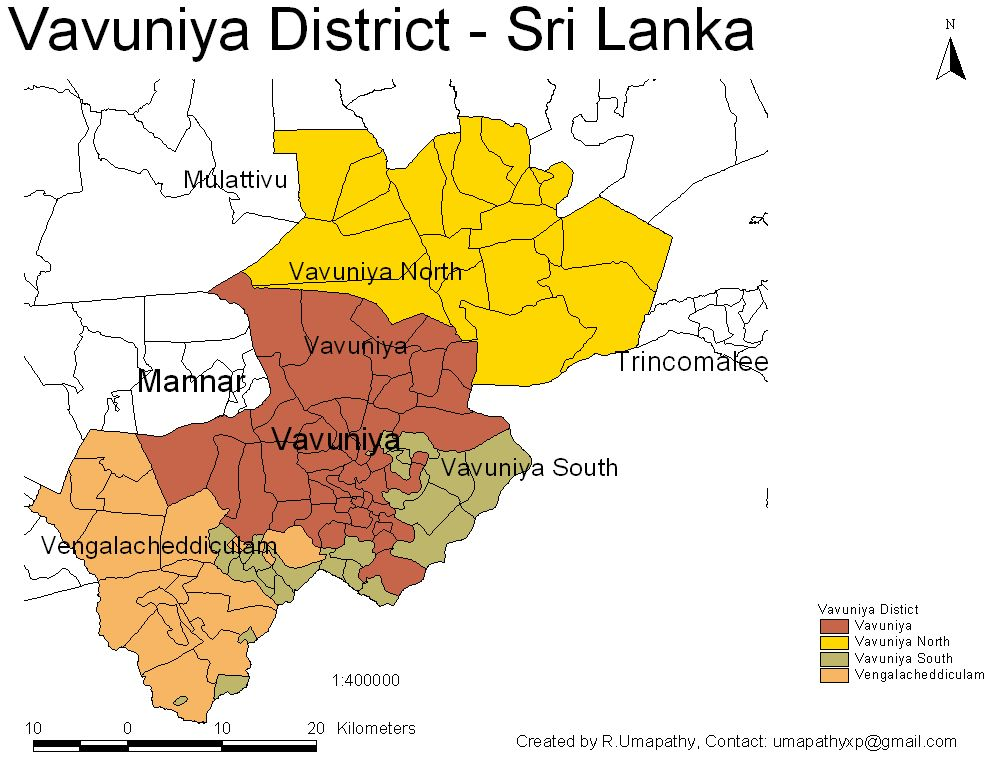
Divisionen des Distrikts Vavuniya

Der Vorsteher des Distrikts trägt den Titel District Secretary. Der Distrikt ist weiter in elf Divisionen (unter einem Division Secretary) unterteilt. Die Städte und größeren Orte haben eine eigene Verwaltung (Gemeindeparlament oder Gemeinderat). Es gibt 102 Dorfverwaltungen (Grama Niladharis) für die 514 Dörfer im gesamten Distrikt.
| Name               | Hauptort    | Einwohner 2012 | Fläche in km² | Dichte | GN  | Dörfer |
| ------------------ | ----------- | -------------- | ------------- | ------ | --- | ------ |
| Vavuniya           | Vavuniya    | 117.533        | 609.7         | 193    | 42  | 214    |
| Vavuniya North     | Nerdunkeny  | 11.578         | 769.6         | 15     | 20  | 115    |
| Vavuniya South     | Vavuniya    | 13.118         | 188.5         | 70     | 20  | 91     |
| Vengalacheddikulam | Cheddikulam | 29.886         | 399.1         | 75     | 20  | 94     |
| Distrikt Vavuniya  | Vavuniya    | 172.115        | 1.861         | 92     | 102 | 514    |